# المعهد الفني للعلوم والتكنولوجيا
المعهد الفني للعلوم والتكنولوجيا هو معهد مصري تابع لمصلحة الكفاية الإنتاجية والتدريب المهني التابعة لوزارة التجارة والصناعة، يقع في محافظة الإسكندرية، وهو أحد أنواع التعليم الثانوي المهني في مصر، أنشأ سنة 1997 بغرض إعداد العمالة الفنية اللازمة والمؤهلة لسوق العمل الصناعي، يقبل المعهد خريجي المرحلة الإعدادية العامة والأزهرية، مدة الدراسة بالمعهد ثلاثة سنوات، ويحصل الطالب علي دبلوم التلمذة الصناعية في التخصص، وله كل الكليات المتاحة في تنسيق الدبلومات الفنية، وللمعهد أربعة فروع في محافظة الإسكندرية في مناطق المنتزة، السيوف، واثنين بمدينة برج العرب الجديدة.

## وصلات خارجية
- الموقع الرسمي للمعهد.
- صفحة المعهد على موقع فيس بوك.